# سياسة التأشيرات في قطر
سياسة التأشيرات في قطر تتناول ما يجب على زوّار قطر الحصول على تأشيرة، ما لم يكونوا من مواطني إحدى دول مجلس التعاون الخليجي أو من مواطني الدول المؤهلة للحصول على إعفاء من التأشيرة عند الوصول.

## خريطة سياسة التأشيرات

سياسة التأشيرات في قطر
قطر
حرية التنقل
لا حاجة لتأشيرة (90 يومًا)
لا حاجة لتأشيرة (30 يومًا)
تأشيرة عند الوصول / تأشيرة هيا الإلكترونية
تأشيرة هيا الإلكترونية
تأشيرة مطلوبة

## حرية التنقل
يتمتع مواطنو دول مجلس التعاون الخليجي التالية بحق حرية التنقل في قطر. فهم لا يحتاجون إلى تأشيرة تحت أي ظرف من الظروف، ويُسمح لهم باستخدام بطاقة الهوية الوطنية بدلاً من جواز السفر لدخول قطر:
| - البحرين - الكويت - عُمان - السعودية - الإمارات العربية المتحدة |

## الإعفاء من التأشيرة (تأشيرة مجانية عند الوصول)

### جوازات السفر العادية
يتم منح مواطني الدول التالية تأشيرة مجانية تلقائيًا عند الوصول لمدة الإقامة المحددة أدناه. يجب أن يحملوا جوازات سفر صالحة لمدة لا تقل عن ستة أشهر من تاريخ الوصول، بالإضافة إلى تذكرة ذهاب وعودة أو تذكرة إلى وجهة أخرى (ما لم يكونوا حاملين لتأشيرة سارية تم إصدارها من سلطنة عُمان). ومع ذلك، يجب على بعض الجنسيات الوفاء بمعايير إضافية ليتم منحهم إعفاء التأشيرة:
| - أنتيغوا وباربودا - الأرجنتين - أرمينيا - جزر البهاما - البرازيل - جمهورية الدومينيكان | - آيسلندا - ليختنشتاين - ماليزيا - النرويج - روسيا - صربيا | - سيشل - كوريا الجنوبية - سويسرا - تركيا - أوكرانيا1 - الولايات المتحدة الأمريكية2 |  |

| - أندورا - أستراليا - أذربيجان - بوليفيا - البوسنة والهرسك - بروناي - كندا - تشيلي - الصين - كولومبيا - كوستاريكا | - كوبا - الإكوادور - جورجيا - غيانا - هونغ كونغ - الهند1 - إندونيسيا - أيرلندا - اليابان - كازاخستان - لبنان | - المالديف - المكسيك - مولدوفا - موناكو - نيوزيلندا - مقدونيا الشمالية - باكستان1 3 - بنما - باراغواي - بيرو - رواندا | - سان مارينو - سنغافورة - جنوب أفريقيا - سورينام - تايلاند1 - المملكة المتحدة - أوروغواي - أوزبكستان - الفاتيكان - فنزويلا |  |

* - قد يتمكنون من تمديد إقامتهم لمدة 30 يومًا أخرى.

1 - يجب تقديم حجز فندق مؤكد في أحد الفنادق المحددة لتأشيرة الوصول عند الوصول تم حجزها عبر "اكتشف قطر" خلال فترة الإقامة.

2 - يمكن للزوار دخول البلاد عدة مرات لمدة تصل إلى 90 يومًا عن طريق دفع رسوم تأشيرة قدرها 21 دولار أمريكي عند الدخول الأول.

3 - يجب تقديم شهادة تطعيم ضد شلل الأطفال.

### جوازات السفر غير العادية
حاملو جوازات السفر من الفئة الدبلوماسية أو الرسمية/الخدمية من الدول التالية لا يحتاجون إلى تأشيرة لمدة 30 يومًا (ما لم يُذكر خلاف ذلك):
| - الجزائر - أندورا - أنغولا - الأرجنتين1 - أذربيجان - النمسا1 - بيلاروس - بلجيكا1 - البرازيل - بروناي - بلغاريا1 - كرواتيا1 - كولومبيا | - قبرصD 1 - التشيك1 - الدنمارك1 - الإكوادور - السلفادورD - إستونيا1 - فرنسا1 - جورجيا1 - ألمانيا1 - اليونان1 - آيسلندا1 - الهند - إندونيسيا | - إيطاليا1 - اليابان - الأردن1 - كازاخستان - قيرغيزستانD - ليختنشتاين1 - مالطا1 - موريشيوس1 - مولدوفا - موناكو - المغرب - النرويج1 - البرتغال1 | - رومانيا1 - روسيا - سان مارينو - سنغافورة - كوريا الجنوبية1 - سريلانكا - سويسرا1 - طاجيكستان - تونس - تركيا - أوكرانيا - المملكة المتحدة1 - مدينة الفاتيكان |

D - جوازات السفر الدبلوماسية فقط.

1 - 90 يومًا

### التغييرات المستقبلية
وقّعت قطر اتفاقيات إعفاء من التأشيرة مع الدول التالية، لكنها لم تدخل حيز التنفيذ بعد:
| الدولة              | جوازات السفر            | تاريخ توقيع الاتفاقية |
| ------------------- | ----------------------- | --------------------- |
| الفلبين             | دبلوماسية، خدمية        | 22 أبريل 2024         |
| غانا                | دبلوماسية، خدمية        | مارس 2022             |
| جمهورية الدومينيكان | دبلوماسية، رسمية، خدمية | يناير 2022            |
| نيبال               | دبلوماسية، خدمية        | أكتوبر 2018           |
| إثيوبيا             | دبلوماسية، خدمية        | نوفمبر 2017           |

## تأشيرة عند الوصول
يمكن لمواطني الدول التالية الحصول على تأشيرة عند الوصول. تبلغ الرسوم 100 ريال قطري، ويجب أن يحملوا جوازات سفر صالحة لمدة لا تقل عن 3 أشهر من تاريخ الوصول، بالإضافة إلى تذكرة عودة أو متابعة السفر.
| 30 يوماً* \| - بيلاروس2 - إيران1 3 - ماكاو4 \| - موريشيوس4 - الجبل الأسود4 - تايوان4 \| \| |                                       |  |
| - بيلاروس2 - إيران1 3 - ماكاو4                                                            | - موريشيوس4 - الجبل الأسود4 - تايوان4 |  |

* - تشمل غويانا الفرنسية وجزر فوكلاند.

1 - يجب تقديم حجز فندقي مؤكد في أحد فنادق التأشيرة عند الوصول المعتمدة، والمُحجوزة عبر "ديسكوفر قطر" طوال مدة الإقامة.

2 - يجب تقديم بطاقة ائتمان أو بطاقة خصم برصيد لا يقل عن 1000 دولار أمريكي.

3 - في حال دخول قطر لغرض السياحة، يجب تقديم بطاقة ائتمان أو مبلغ نقدي لا يقل عن 5000 ريال قطري. أما في حال الدخول لأغراض العمل، فيجب تقديم خطاب دعوة من شركة معتمدة من الحكومة القطرية.

4 - تأشيرة سياحية مشتركة عند الوصول بين قطر وسلطنة عمان.

## الترانزيت
بغض النظر عن الجنسية، لا يُطلب من المسافرين العابرين عبر مطار حمد الدولي الحصول على تأشيرة إذا غادروا خلال 24 ساعة.
في 26 سبتمبر 2016، أعلنت وزارة الداخلية عن إصدار تأشيرات ترانزيت مجانية للمسافرين من أي جنسية يعبرون عبر مطار حمد الدولي.
يُسمح فقط للمسافرين على متن الخطوط الجوية القطرية، الذين لديهم توقف يتراوح بين 5 و96 ساعة، بالاستفادة من هذا النظام.

## إحصاءات الزوار
كان أغلب الزوار القادمين إلى قطر من الجنسيات التالية:
| الدولة                   | 2023      | 2022      | 2021    | 2020    | 2019      | 2018      | 2017      | 2016      | 2015      |
| ------------------------ | --------- | --------- | ------- | ------- | --------- | --------- | --------- | --------- | --------- |
| الهند                    | 419,722   | 272,987   | 166,000 | 92,000  | 385,148   |           | 333,708   | 340,104   | 375,910   |
| المملكة المتحدة          | 159,500   | 113,001   | 19,000  | 35,000  | 133,418   |           | 120,495   | 132,301   | 135,645   |
| الولايات المتحدة         | 165,024   | 107,335   | 16,000  | 28,000  | 127,271   |           | 101,144   | 102,774   | 93,174    |
| باكستان                  | 90,242    |           | 19,000  | 18,000  | 68,216    |           | 49,510    | 49,012    | 86,670    |
| الصين                    | 54,693    |           |         |         | 62,786    |           | 45,627    | —         | —         |
| ألمانيا                  | 168,891   |           |         | 23,000  | 90,352    |           | 44,440    | —         | —         |
| مصر                      | 79,079    | 51,787    |         |         |           |           | 43,614    | 81,283    | 92,036    |
| أستراليا                 | 51,148    |           |         |         | 55,047    |           | 42,765    | —         | —         |
| فرنسا                    | 55,387    | 47,635    |         | 16,000  | 51,007    |           | 42,026    | —         | —         |
| إيطاليا                  | 72,598    |           |         | 33,000  | 58,656    |           | 37,436    | —         | —         |
| السعودية                 | 1,022,747 | 595,066   | 116,000 | 12,000  |           |           | —         | 949,145   | 855,555   |
| البحرين                  | 140,258   | 84,988    |         |         |           |           | —         | 135,202   | 132,913   |
| الإمارات العربية المتحدة | 126,706   | 66,659    |         |         |           |           | —         | 134,578   | 117,575   |
| عُمان                     | 136,393   | 105,685   | 29,000  | 17,000  |           |           | —         | 98,617    | 102,332   |
| الكويت                   | 140,607   | 101,357   | 26,000  | 25,000  |           |           | —         | 93,115    | 91,843    |
| المجموع                  | 4,054,000 | 2,540,000 | 611,000 | 581,659 | 2,136,504 | 1,819,344 | 2,256,490 | 2,938,096 | 2,941,130 |